# Карагодіна Олена Геннадіївна
Карагодіна Олена Геннадіївна — (нар. 15 червня 1957, Санкт-Петербург, СРСР) — українська науковиця, лікар-психіатр, доктор медичних наук, професор.  Очолює кафедру соціальної роботи та практичної психології Академії праці соціальних відносин і туризму.

## Біографія
Народилася 15 червня 1957 року в місті Ленінград, СРСР (нині Санкт-Петербург).
Закінчила Дніпропетровський медичний інститут (за фахом «лікувальна справа»), інтернатуру (за спеціальністю «психіатрія»), програми «Методика викладання соціальної роботи та соціальної політики» (ШСР Національного університету «Києво-Могилянська академія»), «Оцінювання технологій в сфері громадського здоров’я» та «Соціальний маркетинг» (Швейцарський тропічний інститут, Лугано, Аскона, Швейцарія), «Раціонально-емоційна біхевіоральна терапія» (Інститут Альберта Елліса, Нью-Йорк, США).
У 2003 році захистила докторську дисертацію зі спеціальності «психіатрія» у Спеціалізований раді Українського науково-дослідного інституту соціальної і судової психіатрії та наркології МОЗ України за темою "Психопатологічний та соціокультуральний аналіз феномену цілителів-екстрасенсів".
Має значний стаж лікувальної, консультативної та експертної роботи, брала участь у низці дослідницьких та практично-орієнтованих проектів допомоги різним вразливим групам населення. Була членом науково-методичної комісії МОН України зі спеціальності «Соціальна робота», експерткою програм з громадського здоров’я міжнародного фонду «Відродження» (Київ), є членом Етичного комітету Національної медичної академії післядипломної освіти ім. П.Л. Шупика.
Авторка понад 100 наукових праць та навчально-методичних розробок[неавторитетне джерело].
З 2000 року очолює кафедру соціальної роботи та практичної психології Академії праці, соціальних відносин і туризму (Київ). З 2016 року обіймає посаду Голови Правління Благодійної організації “Український інститут політики громадського здоров`я”.